# 魯沃口孵非鯽
魯沃口孵非鯽，為輻鰭魚綱鱸形目隆頭魚亞目慈鯛科的其中一種，分布於非洲Ruvuma河流域，體長可達24公分，棲息在溪流、河口區，生活習性不明，可做為食用魚。